# Source Code
 (septembre 2020).
Si vous disposez d'ouvrages ou d'articles de référence ou si vous connaissez des sites web de qualité traitant du thème abordé ici, merci de compléter l'article en donnant les références utiles à sa vérifiabilité et en les liant à la section « Notes et références ».
Pour les articles homonymes, voir Code source (homonymie).
Pour plus de détails, voir Fiche technique et Distribution.
Source Code ou Code source au Québec est un film américain réalisé par Duncan Jones et sorti en 2011.

## Synopsis
Dans un train à destination de Chicago, Colter Stevens sursaute brusquement. La passagère qui lui fait face continue à discuter avec lui, le ton de sa conversation laissant penser qu’elle lui est familière. Pourtant, Stevens ne la reconnaît pas. Il est désorienté : ses derniers souvenirs remontent à une mission de reconnaissance aérienne en Afghanistan, où il était capitaine dans l'US Air Force. Comment s’est-il retrouvé à cet endroit, à ce moment ? Son premier réflexe est de trouver des repères dans cet espace étranger, mais sa confusion va croissant. Son propre reflet dans le miroir est celui d’un inconnu ; la carte d’identité qu’il trouve dans son portefeuille est celle d’un certain Sean Fentress ; sa compagne de voyage (Christina Warren), de plus en plus interloquée par son comportement, l’appelle également « Sean ». Huit minutes après avoir émergé du néant, Stevens/Fentress est projeté par une déflagration qui embrase son train ainsi qu’un convoi de marchandises roulant sur une voie parallèle.
Le militaire reprend connaissance dans une sorte de capsule métallique. Il est seul et entouré d’appareillages électroniques. Une fois son malaise initial dissipé, il apprend par les personnes qui lui apparaissent sur un écran qu’il fait partie du programme expérimental « Code Source ». Il s’agit de lui faire revivre les derniers instants d’un sujet grâce aux huit minutes de mémoire rémanente qui subsistent post mortem. Dans le cas présent, Colter Stevens a été « projeté » dans le corps de Sean Fentress, victime avec les autres passagers d’un attentat terroriste qui n’était que le prélude à un autre, de plus grande envergure, au centre de Chicago. Sa tâche consiste en fait à exploiter au mieux ce court laps de temps pour tenter de découvrir qui est le poseur de bombe et empêcher le deuxième attentat. Colleen Goodwin, une femme officier, est sa principale interlocutrice et lui donne des conseils pour mener à bien sa mission.
Inlassablement, les responsables du projet le renvoient revivre les mêmes événements. À chaque retour en arrière, Stevens explore de nouvelles pistes. Malgré l’insistance de ses interlocuteurs pour qu’il se concentre sur son objectif premier, en dépit de leur affirmation qu’il ne peut changer le passé, il essaie d’empêcher le dénouement fatidique. Le docteur Rutledge, le supérieur de Colleen, finit par lui dire qu'il est artificiellement maintenu en vie (après un accident d'hélicoptère en Afghanistan) et que la capsule métallique n'est qu'une projection de son esprit. Stevens demande alors à être débranché s'il réussit sa mission ; Rutledge accepte. Après plusieurs tentatives, il finit par identifier le terroriste : un certain Derek Frost. Il donne également le numéro d'immatriculation de sa camionnette de location aux responsables de Code Source, ce qui permet in fine d'arrêter le terroriste et d'empêcher le deuxième attentat.
Contrairement à son engagement, Rutledge refuse alors de tuer Stevens car il pourrait aider l'armée à déjouer d'autres attentats. Il demande alors à Colleen d'effacer la mémoire de Stevens afin de pouvoir le réutiliser. Colleen, qui s'est attachée à Stevens, décide de désobéir. Stevens lui demande de le renvoyer une dernière fois dans le train, puis de le débrancher au bout des huit minutes car il est persuadé qu'il peut modifier le passé. Stevens en profite pour appeler son père (qui ne le reconnaît pas car il a la voix de Sean Fentress), envoie un SMS, arrête le terroriste et prévient la police qu'il a déjoué un attentat. Au bout des huit minutes imparties, Colleen le débranche comme prévu mais Stevens continue à vivre dans une réalité parallèle.
Dans cette réalité, Colleen reçoit un SMS de Stevens qui lui explique que le Code Source permet de créer de nouveaux univers. Il lui annonce aussi qu'il vient de déjouer un attentat de Derek Frost (ce que le docteur Rutledge de cette réalité lui confirme peu après) ; il lui demande alors de prendre soin de son alter ego qui est dans le laboratoire. Finalement, il finit par vivre une nouvelle vie avec Christina Warren et passe sous le Cloud Gate avec elle. Cette sculpture est une métaphore des réalités parallèles qui coexistent dans la physique quantique.

## Fiche technique
- Titre : Source Code
- Titre québécois : Code Source
- Réalisation : Duncan Jones
- Scénario : Ben Ripley (en)
- Musique : Chris Bacon
- Directeur artistique : Pierre Perrault
- Décors : Barry Chusid
- Costume : Renee April
- Photo : Paul Hirsch
- Producteurs : Philippe Rousselet, Jordan Wynn, Mark Gordon
- Directeur de la photographie : Don Burgess
- Montage : Paul Hirsch
- Distribution des rôles : John Papsidera (en)
- Création des décors : Barry Chusid
  - Décoratrices de plateau : Josée Arsenault, Suzanne Cloutier et Sylvie Desmarais
- Direction artistique : Pierre Perrault
- Création des costumes : Renée April
- Coproducteurs : Stuart Fenegan et Tracy Underwood
- Productrice associé : Sarah Platt
- Producteurs exécutifs : Jeb Brody, Fabrice Gianfermi et Hawk Koch (en)
- Sociétés de production : Vendome Pictures et The Mark Gordon Company
- Sociétés de distribution :  Summit Entertainment •  SND
- Genre : Science-fiction
- Budget : 32 millions de dollarsUS
- Pays de production :  États-Unis
- Langue : anglais
- Durée : 93 minutes
- Format image : 35 mm, cinéma numérique – 1.85:1 – Couleur
- Son Dolby Digital, DTS
- Dates de sortie en salles :
  - Canada, Royaume-Uni, États-Unis : 1er avril 2011
  - Belgique, France : 20 avril 2011

## Distribution
- Jake Gyllenhaal (VF : Rémi Bichet ; VQ : Martin Watier) : Colter Stevens/Sean Fentress
- Michelle Monaghan (VF : Barbara Kelsch ; VQ : Geneviève Désilets) : Christina Warren
- Vera Farmiga (VF : Déborah Perret ; VQ : Valérie Gagné) : Colleen Goodwin
- Jeffrey Wright (VF : Jean-Louis Faure ; VQ : Manuel Tadros) : Dr Rutledge
- Scott Bakula (VF : Claude Lesko) : voix de Donald Stevens
- Russell Peters (en) (VF : Jean-Jacques Nervest ; VQ : Louis-Philippe Dandenault) : Max Denoff
- Michael Arden (VF : Philippe Valmont ; VQ : Nicholas Savard L'Herbier) : Derek Frost
- Cas Anvar (VF : Omar Yami ; VQ : Benoit Éthier) : Hazmi
- Brent Skagford (VF : Grégory Sengelin) : George Troxel
- James A.Woods (VF : Anatole Thibault) : le passager avec les lunettes d’aviateur
- Joe Cobden (VF : Olivier Chauvel) : le technicien du laboratoire
- Frédérick De Grandpré : Sean Fentress (reflet)

Source et légende : Version française (V. F.) sur Voxofilm et Version québécoise (V. Q.)

## Production

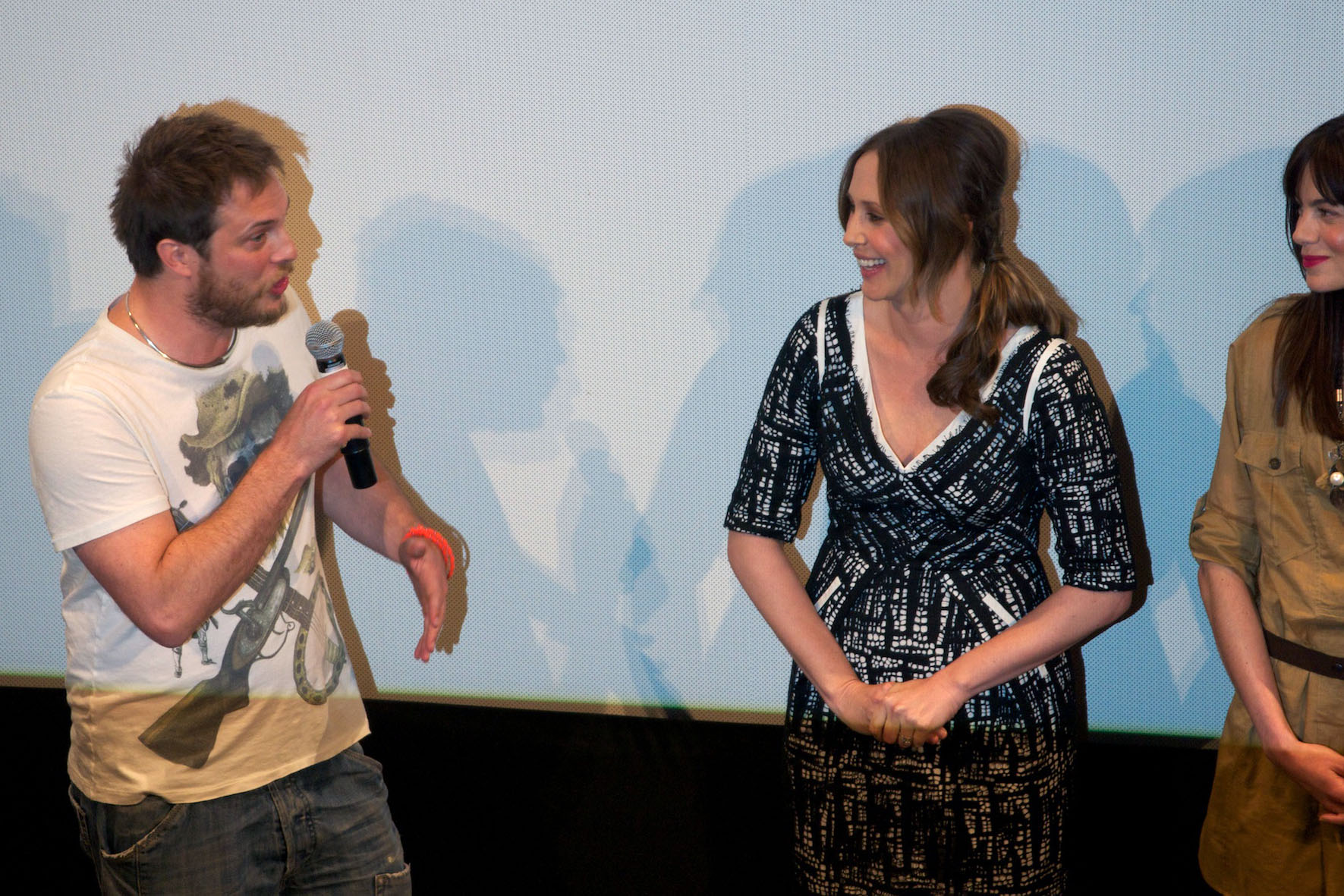
Le réalisateur Duncan Jones et ses actrices Vera Farmiga, et Michelle Monaghan, à la première du film, au SXSW 2011.

- Le concept Source Code est né de l'imagination du scénariste Ben Ripley (en). Ce dernier a soumis son idée de voyage dans le temps à court terme au producteur Mark Gordon, qui a tout de suite été enthousiasmé par l'originalité de l'histoire. Le projet a donc été mis en chantier, et le scénario développé pendant plusieurs mois. « C’est très rare de tomber sur un projet qui, à la fois, soit original et qui ait un potentiel commercial », explique le producteur Philippe Rousselet, qui s'est également rattaché à l'entreprise. Une fois le scénario bouclé, l'acteur Jake Gyllenhaal (choisi pour interpréter le rôle principal) a tout de suite proposé aux producteurs de confier le projet au réalisateur Duncan Jones, après avoir été très impressionné par Moon, le premier long métrage du cinéaste.
- Le tournage s'est déroulé du 1er mars au 29 avril 2010 principalement à Chicago (États-Unis) ainsi qu'à Montréal (Canada).
- Le train, qui est probablement le lieu le plus important de Source Code, a posé un réel problème à l'équipe du film. Après avoir envisagé plusieurs modèles de trains déjà existants, les décorateurs ont finalement décidé d'en construire un de toutes pièces, qui corresponde exactement au style qu'ils recherchaient et qui soit aussi facilement démontable. « C’est comme un jeu de Lego. Ce décor est totalement escamotable, si bien qu’on peut vraiment tourner de n’importe quel axe. Toutes les proportions — longueur, hauteur, largeur — ont été parfaitement adaptées à nos besoins », explique le chef décorateur Barry Chusid. Le train achevé a ainsi été placé sur un cadran, en studio, et entouré par des écrans verts.
- Le film a été présenté au festival américain South by Southwest le 11 mars 2011.

## Box-office et critique
- États-Unis : 54 712 227 $[3]
- France : 710 729 entrées[4]
- Mondial : 140 812 227 $[5]

- En France, selon AlloCiné, le film obtient la moyenne de 3,3/5 au niveau des critiques de la presse et 3,8/5 au niveau des critiques des spectateurs.